# Julius Caesar de Miranda
Julius Caesar de Miranda (Paramaribo, 3 de abril de 1906 - 28 de noviembre de 1956) fue un jurista y político de Surinam.

## Carrera
Tras completar sus estudios en la Hendrikschool (Mulo) en Paramaribo en 1921, al cabo de cuatro años se graduó del gimnasio de Ámsterdam, y al cabo de un año obtuvo el título de bachiller en leyes en Leiden y posteriormente en 1928 al cabo de tres años obtuvo su doctorado en leyes en la Universidad de Ámsterdam.
Luego de regresar a Surinam entre 1929 y 1946 trabajó como abogado en la oficina pública de la Corte de Justicia, siendo Abogado General de la Corte y Vicepresidente de la Corte. Entre 1932 y 1938 también fue miembro de los Koloniale Staten. En 1936 una nueva constitución fue promulgada y los 'Koloniale Staten' fueron denominados Estado de Surinam, siendo aumentado el número de miembros de 13 (9 de ellos elegidos y 4 designados por el gobernador) a 15 (donde 10 eran elegidos y 5 eran designados por el gobernador).
En el período 1942-1946, De Miranda fue miembro del Estado de Surinam. En 1946 obtuvo su doctorado en leyes de la Universidad de Ámsterdam. Desde 1946 hasta 1950 fue miembro de la Corte de Justicia. 